# Liohippelates
Liohippelates is een vliegengeslacht uit de familie van de halmvliegen (Chloropidae).

## Soorten
- L. apicatus (Malloch, 1913)
- L. bicolor (Coquillett, 1898)
- L. bishoppi (Sabrosky, 1941)
- L. collusor (Townsend, 1895)
- L. feutaudi (Villeneuve, 1931)
- L. flaviceps (Loew, 1863)
- L. flavipes (Loew, 1866)
- L. pallipes (Loew, 1863)
- L. peruanus (Becker, 1912)
- L. pusio (Loew, 1872)
- L. robertsoni (Sabrosky, 1941)